# 清水ちなみ
清水 ちなみ（しみず ちなみ（ペンネーム）、1963年2月20日 - ）は日本のコラムニスト。東京都生まれ。 
父は教師、母は専業主婦。東京都立富士高等学校、青山学院大学文学部卒業。1985年にコンピュータ関係の会社に入社し、在職中にOL仲間向けの郵送アンケートから「ペンだこの会（OL委員会）」を作り「おじさん改造講座」をヒットさせる。1989年に退社、有限会社カステラを立ち上げる。一男一女の母。 
2009年11月、くも膜下出血を発症。手術を受けたものの脳梗塞を起こし、左脳の4分の1が壊死して失語症を発症。

## OL委員会（おじさん改造講座）
コンピューター会社在職中に会社の「おじさん」の生態に興味を覚え、OL仲間向けのFAXアンケートを作成。回答が面白かったので週刊文春に持ち込んだところ「おじさん改造講座」として連載が決まる。当時週刊文春の編集長を務めていた花田紀凱からは企画内容については全く注文がなく、清水は自由に誌面を使うことができた。
任意団体「ペンだこの会（OL委員会)」として週刊文春誌面で有料会員を募りアンケートを郵送。清水のもとに大量の返信が届き、取捨選択された面白い回答を集めてコラムとして連載した。アンケートの発送費用や郵送代は週刊文春が負担。アンケートの集計は会員から希望者を募りボランティアで行なわれていた。
会員数は当初は200人、書籍によると会員は1993年には3000人、2001年には1万人いたとされるが、清水は最大8000人だったと語っている。ペンだこの会10周年には、会員が帝国ホテルに集まり仮装大パーティーが開催された。
アンケートを元に書籍化されたエピソードから「おじさん改造講座」がアニメ・テレビドラマ化、「大失恋。」が映画化。連載は、それまで男性中心の読者層だった週刊文春が女性週刊誌以上に女性の支持を受けるきっかけのひとつとなった。
連載担当の編集者だった柳澤健の協力を得て、2020年現在も不定期に誌面で続く似ている有名人の写真を並べる「顔面相似形」を企画・掲載。当時皇太子だった浩宮の写真の髪型を加工、ОL委員会による人気投票をした1991年6月20日号「浩宮さまヘアースタイル改造計画」は右翼から猛抗議を受け、花田と当時のグラビアデスクは提供写真の無断加工を咎められ宮内庁に呼び出されたが、連載は継続された。
アンケートを元に会員には会報誌「ぺんだこん」（コピー機で作成）が送られたが、雑誌や本に採用されたエピソードの作者に掲載誌（書籍）の送付や印税・お礼という形での還元はなかった。
「おじさん改造講座」の連載は1987年から1997年まで続き、連載終了でアンケートの継続が難しくなったことや清水の体調不良などを理由に委員会活動は2004年を最後に休止。会員に休止に伴う説明は十分になされておらず会費の使途も説明されなかった。アンケートを元にした紙の書籍は2008年まで、電子書籍は2012年まで発行された。

## OL委員会終了以降
2009年11月、清水がくも膜下出血を発症。手術を受けたものの脳梗塞を起こし、左脳の4分の1が壊死して失語症を発症。
2016年1月、清水は週刊文春WOMANで「あの頃、私はOL委員会だった」を執筆。
その後、2020年6月からの週刊文春WOMANの連載で、ライターとしての仕事を中断して治療に専念していたことを告白。2023年2月に「失くした「言葉」を取り戻すまで 脳梗塞で左脳の1/4が壊れた私」として書籍化された。

## 作品リスト

### ОL委員会関連（共著含）
ОL委員会のアンケートを元にして書かれた書籍。特記なきものは清水ちなみ著。他名義があるものは追記している。

#### おじさん改造講座
- おじさん改造講座 全9巻（文春文庫）

#### 「大」シリーズ
- 大結婚。（扶桑社、1994年6月／扶桑社文庫、1998年3月）監修：清水ちなみ
- 大えっち for Men（扶桑社、1995年11月／扶桑社文庫、2004年3月）
- 大えっち for Women（扶桑社、1995年12月／扶桑社文庫、2004年3月）
- 大失恋。（扶桑社文庫、1996年4月）監修：清水ちなみ
- 大不倫。（扶桑社、1998年3月／扶桑社文庫、1998年3月）監修：清水ちなみ
- 大離婚（扶桑社、1998年11月）
- 大えっちデラックス（扶桑社、1999年10月）
- 大育児（扶桑社、2002年7月）
- 大独身（扶桑社、2004年8月）監修：清水ちなみ
- 扶桑社サブカルPB 使える！大えっち（扶桑社、2006年6月、kindle版 2012年）
- 扶桑社サブカルPB 笑える！大えっち（扶桑社、2006年6月、kindle版 2012年)

#### 「OL委員会秘宝館」シリーズ
- ＯＬ委員会秘宝館スペシャル 日本一の田舎はどこだ編（幻冬舎、1996年6月／幻冬舎文庫、2000年2月）
- ＯＬ委員会秘宝館 君たちはなぜ歌うのか編(幻冬舎文庫、1997年4月）
- ＯＬ委員会秘宝館 芸能家族編 (幻冬舎文庫、1998年5月）
- ＯＬ委員会秘宝館 食い物の恨みは恐ろしい選手権（幻冬舎文庫、1999年6月）
- ＯＬ委員会秘宝館スペシャル 肉体の門編（扶桑社、1995年1月／幻冬舎文庫、2000年6月）共著：原田宗典
- ＯＬ委員会秘宝館　ワニの交尾編(幻冬舎文庫、2001年2月）
- ＯＬ委員会秘宝館 これが我が家の死蔵品編（幻冬舎文庫、2003年2月）

#### 「サルでもできる」シリーズ
- サルでもできる料理教室(幻冬舎、1997年11月／幻冬舎文庫、2003年9月）共著：OL委員会
- サルでもできる料理教室〈２〉超便利シチュエーション別篇（幻冬舎、1999年4月／幻冬舎文庫、2003年9月）共著：OL委員会
- サルでもキレイになれる美容教室（幻冬舎、1998年6月／幻冬舎文庫、2003年9月）共著：OL委員会
- サルでもできる家事いっさいがっさい（幻冬舎、2000年4月／幻冬舎文庫、2003年9月）共著：OL委員会

#### OL委員会その他
- リカちゃんの生活懇談会 リカちゃんと6人の神さま(ネットワークオフィス、1992年12月）
- 結婚大作戦―戦場より愛をこめて…（電通、1993年12月）
- お父さんには言えないこと（文藝春秋、1997年1月／文春文庫、2000年2月）
- 公務員というお仕事―不満、矛盾、怒り、悲しみ、…それでも辞めない理由がある (三笠書房、1997年3月）監修：清水ちなみ・大場かなこ
- あなたとわたしのうしろ向き日記（マガジンハウス、1998年3月／幻冬舎文庫、2001年12月）
- 史上最低元カレコンテスト（幻冬舎文庫、1999年2月）共著：OL委員会
- にんじんだもの（扶桑社、1999年5月）
- おしりの秘密（文春文庫、1999年8月）
- 女のしあわせどっちでショー（幻冬舎、2000年9月）共著：OL委員会
- じいちゃんの伝説（筑摩書房、2000年10月）
- いんげんだもの（扶桑社、2001年12月）
- 史上最低元カレコンテスト（幻冬舎、2002年6月）
- 節約フェチ（OL委員会共著、幻冬舎、2002年11月）
- 女の幸せどっちでショー（幻冬舎文庫、2004年6月）
- ワタシの生活マル微向上作戦（2000年4月、中央公論新社／2005年2月、中公文庫）
- ワタシの生活マル微向上作戦２（2005年4月、中央公論新社／中公文庫、2008年8月）

### 単著（OL委員会関連以外）
- 顔からでまかせ（講談社、1993年4月）
- ちなみの脱サラ物語（フレーベル館、1994年9月）
- 仮定の医学（幻冬舎、1995年7月／幻冬舎文庫、1998年10月）
- 清水ちなみの禿頭考(中央公論新社、1996年9月／中公文庫、2000年5月）
- 清水ちなみ改造講座（ちくま文庫、2001年12月）※「ちなみの脱サラ物語」改題
- 失くした「言葉」を取り戻すまで 脳梗塞で左脳の1/4が壊れた私（文藝春秋、2023年2月）

### 共著（ОL委員会関連以外）・その他
- 実学百論 会社の真実―おじさんとＯＬが教える、会社社会のオソロシサ (佐高信共著、第三書館、1993年9月）
- THE インテリ・ショウ（毎日新聞出版、2002年2月）※対談集
- ちなみとたぬきの産む育てる。（毛利子来共著、大和書房、2003年6月）

### OL委員会関連の連載（週刊文春以外）
- 婦人公論「生活微向上委員会」(1998年 - ) ※清水ちなみとOL委員会名義
- ｉモード向け女性情報サイト「清水ちなみとOL委員会出版局」（サイバード＆扶桑社、2000年-　）[11]

## OL委員会の会員だったことを公表した著名人
- 西炯子（漫画家）[6]
- どす恋花子（本名：佐藤祥子・相撲ライター）[6]